# 166
166 (CLXVI na numeração romana) foi um ano comum do século II do Calendário Juliano, da Era de Cristo, a sua letra dominical foi F (52 semanas), teve início e fim numa terça-feira.
| Ano completo                       |
| ---------------------------------- |
| Ano comum com início à terça-feira |

## Eventos
- Eleito o Papa Sotero, 12º papa, que sucedeu ao Papa Aniceto.

## Mortes
- Papa Aniceto, 11º papa.